# Fridolin von Senger und Etterlin
Fridolin Rudolf Theodor von Senger und Etterlin (4 de septiembre de 1891 - 9 de enero de 1963) fue un General der Panzertruppen alemán que participó en la Segunda Guerra Mundial.

## Biografía
Frido von Senger und Etterlin nació en Waldshut, Alemania, en el seno de una familia católica perteneciente a la aristocracia. Inició su carrera militar en 1910, sirviendo en un regimiento de artillería. Posteriormente asistió a la Universidad de Oxford por intermedio de una beca Rhodes. Participó en la Primera Guerra Mundial ostentando el grado de teniente.
Después de la Primera Guerra Mundial, continuó sirviendo en la Reichswehr como comandante de escuadrón del 18.º regimiento de caballería. Fue promovido a Capitán de Caballería (Rittmeister) el 1 de mayo de 1924, a teniente coronel en 1936 y a coronel en 1939, mientras comandaba el 22.º regimiento de caballería.
Durante la batalla de Francia, von Senger und Etterlin comandó la Schnelle Brigade von Senger e hizo parte de la comisión alemana para el armisticio francoitaliano de 1940. El 1 de septiembre de 1941, fue ascendido a Generalmajor.
El 10 de octubre de 1942, se le asignó el mando de la 17.ª División Panzer apostada al sur de Rusia. El 1 de mayo de 1943, fue ascendido a teniente general. En junio de 1943, recibió el comando de las tropas alemanas en Sicilia durante la batalla de Sicilia y en agosto de 1943, las fuerzas en las islas de Cerdeña y Corcega. Dirigió la evacuación de las tropas de este conjunto de islas, cuando la ocupación alemana se tornó insostenible. El 8 de octubre de 1943, se le destinó al XIV Cuerpo Panzer en Italia, y el 1 de enero de 1944, ascendió a General der Panzertruppe (teniente general de las tropas acorazadas).
Durante la batalla de Monte Cassino, von Senger und Etterlin fue el gestor de la defensa exitosa de la Línea Gustav, la cual incluía a Monte Cassino. Las posiciones alemanas no fueron superadas por las tropas aliadas hasta mayo de 1944.
Frido von Senger und Etterlin fue uno de los generales opositores a los principios del Nazismo, pero no estuvo involucrado en el atentado para asesinar a Hitler. Sin embargo, por sus conocidos sentimientos antinazis, la victoriosa defensa de Monte Cassino fue demeritada por las autoridades alemanas.
Después de la guerra, escribió sus memorias tituladas Ni miedo ni esperanza y continuó escribiendo sobre temas y teoría militar.
Frido von Senger und Etterlin murió en Friburgo a los 71 años de edad. Fue el padre del general de la Bundeswehr y autor militar Ferdinand Maria von Senger und Etterlin (1923-1987).

## Carrera militar – Ascensos
- Fahnenjunker (Cadete) –1914
- Leutnant der Reserve (Teniente de la Reserva) - 1914
- Leutnant (Teniente) – 27 de junio de 1917
- Oberleutnant (Teniente primero) – Fecha no conocida
- Rittmeister (Capitán de Caballería) – 1 de mayo de 1924
- Major (Mayor) – 1934
- Oberstleutnant (Teniente coronel) – 1 de agosto de 1936
- Oberst (Coronel) – 1 de mayo de 1939
- Generalmajor (Mayor general) – 1 de septiembre de 1941
- Generalleutnant (Teniente general) – 1 de mayo de 1943
- General der Panzertruppe (General de tropas blindadas) – 1 de abril de 1945

## Distinciones
- Cruz de Hierro (1914) 2.ª y 1.ª clase
- Cruz de Caballero de 2.ª Clase de la Orden de los Leones de Zähringen (Gran Ducado de Baden)
- Cruz de Caballeros con Espadas de la Casa Real Orden de Hohenzollern (Reino de Prusia)
- Insignia de herido en negro de 1918
- Cruz de Honor para los combatientes del Frente de 1914-1918
- Broche de 1939 para la Cruz de Hierro de 2.ª Clase de 1914 – 20 de mayo de 1940
- Broche de 1939 para la Cruz de Hierro de 1.ª Clase de 1914 – 8 de julio de 1940
- Cruz de Caballero de la Cruz de Hierro
  - Cruz de Caballero el 8 de febrero de 1943 como generalmajor y comandante de la 17.ª División Panzer
  - Hojas de Roble el 5 de abril de 1944 como general der Panzertruppe y comandante general del XIV Cuerpo Panzer
- Mencionado en el Wehrmachtbericht el 5 de octubre de 1943
- Cruz alemana en oro – 11 de octubre de 1943
- Premio de la Wehrmacht de 4.ª Clase por 4 años de Servicios
- Premio de la Wehrmacht de 3.ª Clase por 12 años de Servicios
- Premio de la Wehrmacht de 2.ª Clase por 18 años de Servicios
- Premio de la Wehrmacht de 1.ª Clase por 25 años de Servicios
- Caballero de la Gran Cruz de la Orden de la Corona de Italia (Italia)